# Valentín González Suárez
Valentín González Suárez (Fresno, Gijón, Asturias; 12 de marzo de 1893-Orizaba, Veracruz; 1 de abril de 1968) fue un activista español nacionalizado mexicano. Fue el creador de una iniciativa de ley para la formación de un organismo encargado de la seguridad social por la cual es considerado el pionero de la seguridad social en México.

## Biografía

Instituto Mexicano del Seguro Social

Iniciador y promotor importante del seguro social, no sólo en Veracruz sino en todo México. Panadero de profesión ante la crisis económica trabajó en la industria textil y la abandonó al ser calificado de comunista. Escribió el documento "Un estudio de Seguro General del Trabajo de Previsión Social", publicado inicialmente en 1939 y reeditado en diversas ocasiones; en el escrito presentó formas de financiamiento y prestaciones del seguro social. Sus ideas no fueron ajenas a la creación del Instituto Mexicano del Seguro Social (IMSS). En la década de 1920, Valentín González Suárez inició en Orizaba, con el apoyo de otros compañeros de trabajo, la agrupación laboral solidaria Seguro Obrero, financiada con aportaciones de los trabajadores y empresarios. Los fondos eran controlados por representantes obreros, que se utilizaban para el pago de servicios médicos, adquisición de medicamentos y apoyo económico ante enfermedades y accidentes. Los obreros que contaban con las prestaciones del Seguro Obrero residían en Orizaba, Río Blanco y Santa Rosa, hoy Ciudad Mendoza.
Hacia 1936, el grupo de González Suárez estructuró formalmente una organización de protección social: La Sociedad Pro Seguro Social. En reconocimiento a sus estudios, escritos y labor a favor de los seguros sociales en general, y del IMSS en particular, González Suárez fue nombrado administrador de los servicios que subrogaba el IMSS en el «Hospital Civil Ignacio de la Llave» en Orizaba. Murió en 1968 y sus restos reposan en el  Antiguo Panteón de Orizaba en Veracruz.